# Bescuit de mar
|  | Per a altres significats, vegeu «Bescuit (desambiguació)». |

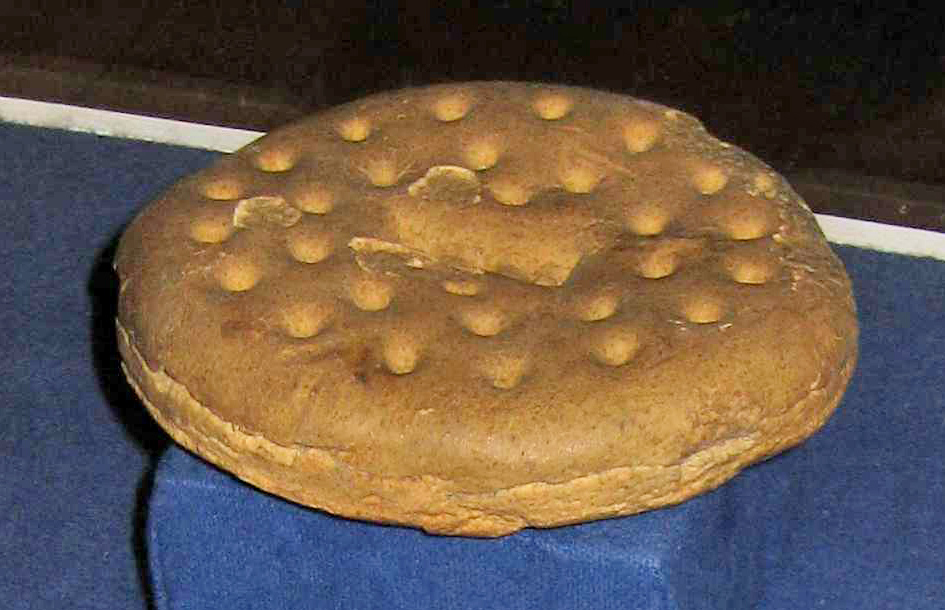
Mostra de galeta marina (bescuit) de prop de 1852, conservada al Museu de Kronborg (Dinamarca).

El bescuit de mar o galeta de mar és una mena de pa adaptat a les necessitats de conservació dels vaixells antics. Bàsicament es tractava d'un pa poc fermentat que es posava al forn dues vegades. El nom de bescuit, derivat del llatí “bis coctus” (cuit dues vegades) deriva del procés de fabricació.
En molts casos adoptava una forma plana i rodona i tenia el pes adequat per a una ració individual. Amb l'anterior configuració era molt semblant a una galeta grossa i va originar els termes de “galleta de mar” (en castellà), “galette” (en francès) i “galeta de mar” en català.

## Terminologia

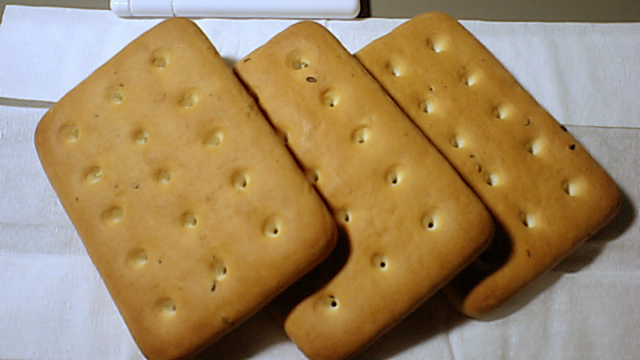
Galeta de mar ("Kanpan" en japonès) de la Força Marítima d'Autodefensa del Japó.

La consulta de documents antics i moderns sobre el tema implica la coneixença prèvia dels termes associats. En alguns idiomes són els següents:
- Llatí: Buccellatum, panis bis coctus, panis nauticus.
- Alemany: Schiffszwieback.[1]
- Neerlandès: Scheepsbeschuit.[2]
- Català: bescuit, galeta (de mar).[3][4]
- Castellà: bizcocho (també escrit vizcocho o biscocho), galleta (de mar)
- Portuguès: biscoito, bolacha
- Anglès: Hardtack, sea biscuit,
- Francès: biscuit de mer, galette
- Italià: biscotto di mare, galletta

## Descripció física del producte
El bescuit ordinari, de composició diferent segons els països, era molt dur i de color marronós. Hi havia un bescuit “blanc”, de color més clar, reservat als oficials del vaixell i als malalts. En ambdós casos la seva fractura era semblant a la d'algunes pedres. Colpejant-lo amb un martell es trancava en grànuls, formant una mena de sorra. Per a menjar-lo calia remullar-lo molt en algun líquid; generalment en aigua de beure i, a vegades, en aigua de mar. Podia afegir-se o formar part de les sopes que se servien a bord.

### Composició
La composició i característiques del bescuit estan determinades per l'època i el país. La denominació genèrica de bescuit engloba moltes menes de bescuit, a vegades molt diferents entre si.
La composició habitual era a base de farina de cereals i aigua. La farina es pastava amb aigua i una mica de llevat (generalment llevat de pa de blat; a vegades llevat de cervesa). Podia afegir-se una mica de sal o no afegir-ne gens.

#### Farines
- Farina de blat integral
- Farina de blat sense segó
- Farina de sègol.[6]
- Farina de blat de moro.[7]
- Farina de fajol.
- Farina de patata.[8]
- Farina d'ordi.[9]

### Conservació
La durada oficial a bord d'un vaixell, quan es guardava el bescuit en un lloc ventilat, era de l'ordre de dos anys.
- L'any 1669 els venecians cediren Candia als turcs, abandonant una part de bescuit de fabricació veneciana. L'any 1821 es va comprovar que aquell bescuit estava en perfectes condicions.[10]

## Història

### El “buccellatum” romà
Els soldats legionaris romans, a partir d'una època determinada, rebien una ració de pa i vi anomenada “Annona civica” quan estaven aquarterats. Per a les missions militars la ració era de bescuit (“buccelatum”) i de vinagre. Aquest subministrament s'anomenava “Expeditionis Annona”.
- Plini el Vell (prop d l'any 70 dC) parlava del bescuit com a “panis nauticus”: “...vetus aut nauticus panis tusus atque iterum coctus”.[12]
- Aulus Cornelius Celsus (prop de l'any 70 dC) escrigué sobre el pa “bis coctus”: la seva digestibilitat i el seu ús en tractaments sobre la salud.

### Pans de campanya romans d'Orient
Hi ha documentació sobre els bescuits romans d'Orient, dipiros artos (pa cuit dos cops).
Una de les variants era el “boukelaton” i una altra la “paximadia”.
Segons l'historiador Procopi (prop de l'any 530 dC): “El pa que han de menjar els soldats en campanya ha de passar pel forn dues vegades. De manera que quedi ben cuit i que duri tan com sigui possible sense fer-se malbé. Aquesta mena de pa és més lleuger que el pa normal”. Una cocció insuficient del pa podia tenir conseqüències devastadores: l'exèrcit de Belisari patí unes 500 baixes per malaltia com a resultat de consumir pa mal cuit.

## Fabricació

### Fabricació primitiva
Una de les maneres primitives de fer bescuit consistia en fabricar primer un pa normal. Després es tallava en llesques primes i es tornava a posar al forn per tal de llevar-li la humitat. El resultat era un pa porós que pesava una quarta part menys que el pa normal.

## Itàlia
Un llibre de 1863, obra del “commendatore” Angelo Dabbene, explica la fabricació del bescuit a Itàlia amb molt detall.

## Venècia
No hi ha dades concretes sobre el bescuit de Venècia. Alguns autors, sense citar cap refèrencia, indiquen que el bescuit venecià era millor que altres bescuits. Suposadament no era atacat pel corc del pa.
- Alguns documents esmenten una variant terminològica veneciana, equivalent al “biscotto”: la “pasimata”. Probablement derivada de la “paximata” romana d'Orient.[17][18]
- El 1321, una lliura veneciana de bescuit costava 4,75 diners, segons Marino Sanuto.[19]

## França
El bescuit de mar, conegut des de l'època medieval, fou suprimit oficialment de la marina de guerra francesa segons una decisió ministerial del 26 d'agost de 1937, per a ser substituït pel pa normal fet a bord dels vaixells

### Fabricació francesa
La matèria primera era la farina de blat. S'hi afegia aigua (en poca quantitat) i llevat. No s'hi posava sal. La farina no era blanca del tot. Conservava un percentatge variable de segó (al segle xviii 35% a Brest i 15% a Toló). El llevat era el natural del pa, en una proporció de 5% del pes de la farina.
- La menor quantitat d'aigua que per a la massa del pa normal feia que el pastat fos una operació difícil. El forner començava a pastar amb les mans i acabava amb els peus, agafat en una corda penjada al damunt de la pastera.
- La fermentació era, segons algunes fonts, molt breu. Altres documents indiquen una fermentació de sis hores.
- La forma dels « panets » podia de ser de « grignon », preferida al Llevant (costa mediterrània, segons la marina francesa), o de galeta rodona, preferida al ponent (costa atlàntica). La forma rodona s'imposà, amb unes dimensions d'uns 20 cm de diàmetre i un gruix de 3 cm. A la galeta hom hi practicava uns forats per a facilitar l'evaporació de l'aigua.
- El temps de forn era de l'ordre d'una hora i mitja. El doble que per a un pa normal. No hi havia una segona cocció. Un cop cuit el bescuit es deixava reposar algunes setmanes en magatzems situats prop dels forns.
- El resultat final eren unes galetes rodones de 17 o 18 cm de diàmetre, un gruix de 3,4 o 3,6 cm i un pes de 180 grams.

## Regne Unit
El bescuit de la Royal Navy s'elaborava amb farina sense porgar, amb tot el segó. El llevat podia ser llevat natural del pa o llevat de cervesa.
- Hom barrejava la farina amb una part d'aigua i es deixava fermentat una hora, pel cap baix.
- S'afegia la resta d'aigua i es pastava. Un cop la massa s'havia tornat a pastar es tallava a peces i es posava al forn.

### Proveïdors
El departament de subministraments, el « Victualing Board », fabricava bescuit en instal·lacions pròpies a Deptford, Portsmouth i Plymouth. També el comprava a fabricants particulars. Hi ha l'exemple de Moody & Potter, a Southampton.
- La fleca industrial de Deptford disposava de 20 forns, amb una capacitat de 20 fornades diàries i 25.000 lliures de bescuit al dia.[20]
- Les galetes havien de pesar un mínim de 91 grams (5 galetes/lliura). S'empaquetaven en paquets de 112 lliures.[20]
- En els vaixells es guardaven en una cambra especial anomenada «breed room».[20]

## Portugal

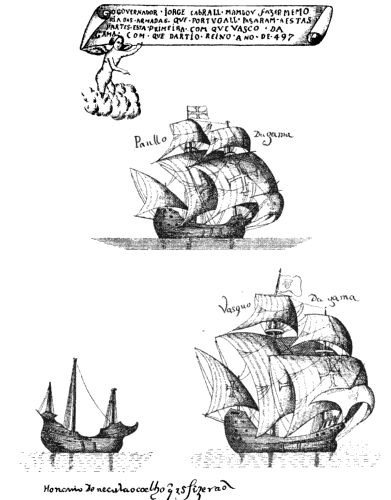
Els vaixells de Vasco de Gama: São Gabriel, São Rafael i Bérrio (ca. 1558. Il·lustració de Roteiro da viagem, d'Álvaro Velho.

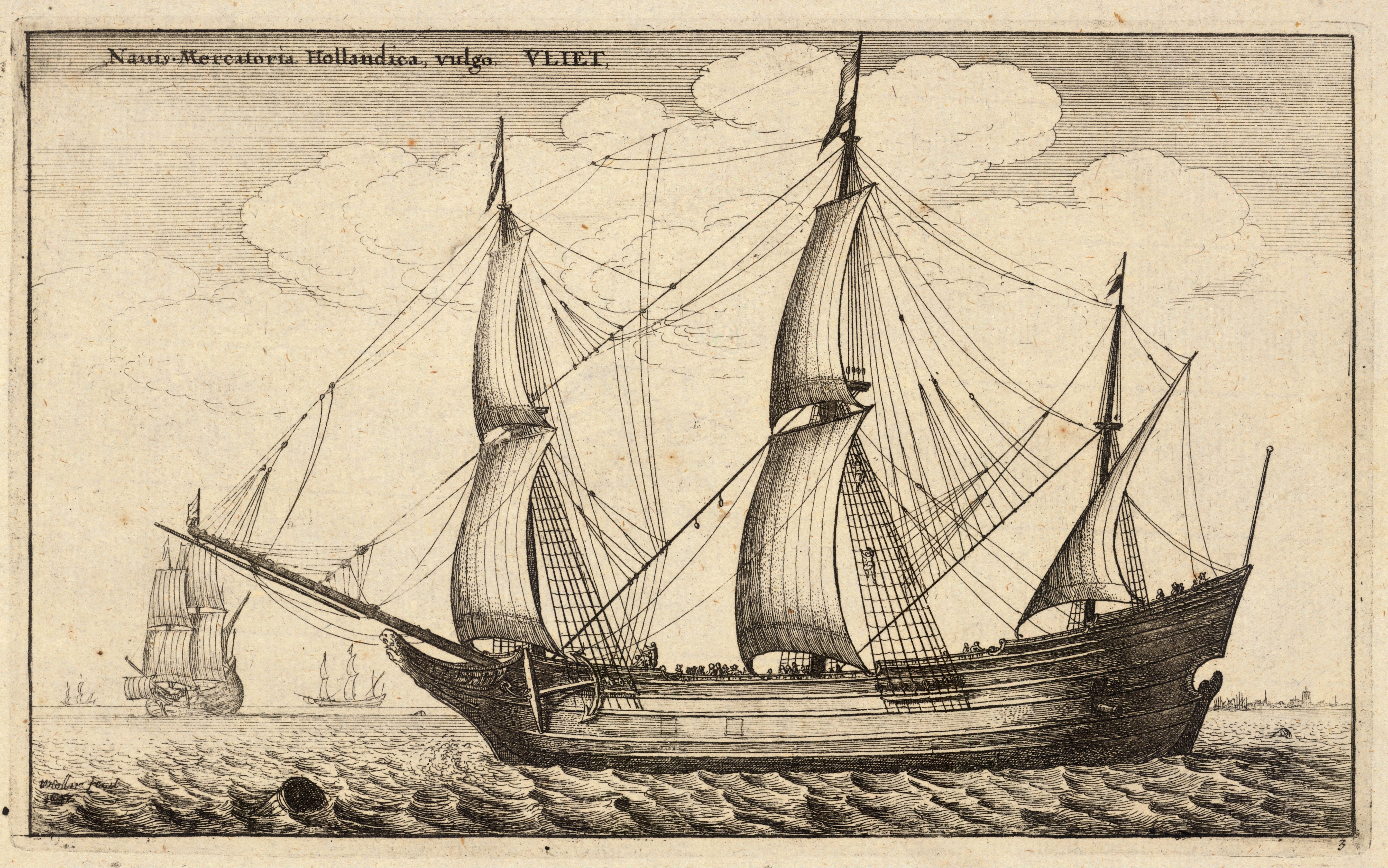
Vaixell mercant holandès de l'any 1677.

Portugal fou una nació marítima pionera en les grans navegacions i, necessàriament, una potència en la fabricació de bescuit per a la marina de guerra, les naus que anaven a l'Índia, les operacions d'exploració i conquesta, i els subministraments de les places fortes.
- L'any 1498 el rei de Melinde va carregar els vaixells de Vasco da Gama amb bescuit fet a la manera «moresca», cuit en peces molt petites de la mida d'una mossada.
- Pel decret del 22 de juliol de 1653 es regulava l'administració dels forns de Valdezebro, que eren els que fabricaven el bescuit.

### Fabricació
Un llibre portuguès de 1864 explica la panificació del bescuit (“biscoito” o “bolacha” en portuguès).
- El bescuit es feia amb farina de les més fines, aigua, llevat i sal.
- La quantitat d'aigua era més reduïda que per a un pa normal. També el llevat era mínim, només per a permetre una fermentació lleugera.
- La massa es pastava amb el peus, ajudant-se del mateix pes de l'home que pastava.
- Un cop pastada la massa, es funyia[23][24] i era laminada amb corrons i tallada en peces grosses. Les peces s'enfornaven a temperatura moderada i, un cop cuites, s'acabaven d'assecar en una estufa.

El resultat era un bescuit molt dur, mal cuit i porós. La porositat era el resultat de la fermentació, la qual millorava el gust del bescuit però que el feia menys resistents als insectes.
- L'autor de referència comenta la seva estranyesa de que no s'hagués pensat en substituir el bescuit per pa normal, dessecat a l'estufa i comprimit. Segons el mateix comentari, el pa dessecat i comprimit es conservaria igual de bé que el bescuit, ocuparia el mateix volum i es podria mastegar millor. També seria més adequat per a fer sopes (de pa) i es pairia més fàcilment.

## Holanda
La marina holandesa tenia una llarga tradició de viatges llargs a les colònies del Pacífic. El bescuit holandès, segons indiquen alguns autors, estava fet a partir de farina de sègol.
De qualsevol manera, sense considerar les seves qualitats i els seus defectes, gaudia de fama internacional.

## Castella
- 1263 ?-1303?.[27] Las Siete Partidas parla del bescuit per als vaixells de guerra.[28]

| « | Et otrosi deben traer mucha vianda, asi como vizcocho, que es pan muy ligero de traer porque se cuece dos veces et dura mas que otro et non se daña: et deben levar carne salada, et legumbre et queso, que son cosas que muy poco dello gobierna mucho á los homes, et ajos et cebollas para guardallos de corrompimiento del ayre de la mar et de las aguas dañadas que beben. Otrosi deben levar agua dulce la mas que podieren, ca esta es meester mucho porque se pierde et desgasta de muchas guisas, et demas que es cosa que non pueden excusar los homes ; ca muchas vegadas quando non cuidan la fallan menos, por que han de morir quando les fallesce ó venir á peligro de muerte. Et vinagre deben otrosi levar, que es cosa que les cumple mucho en sus comeres et para beber con el agua quando hobieren grant sed : ca la sidra et el vino como quier que los homes lo amen mucho, son cosas que embargan el seso, lo que non conviene en ninguna manera á los que han de guerrear sobre mar. | » |
| — La Siete Partidas. Partida II. LEY IX. Cómo deben seer guisados los navios de homes, et de armas et de vianda. | |   |

### Comentari sobre “Las Siete Partidas”
Hi ha còpies o versions de les Partidas considerablement diferents de la versió “original”. Una comparació entre el text antic sobre els tipus de vaixells de guerra i una versió més moderna és la següent:
LEY VII.
Quáles deben seer los mayores et los menores navios para guerrear, et cómo deben seer aparejados.
Navios para andar sobre mar son de muchas guisas: et por ende
pusieron á cada uno de aquellos su nombre segunt la faycion en que es fe
cho ; ca á los mayores que van á dos vientos llámanlos carracas, et destos
hi ha de dos mastes et de uno ; et otros menores que son desta manera et dicenles nombres por que sean conoszudos, asi como carracones, et buzos, et taridas, et cocas, et leños, et haloques et barcas. Mas en España non dicen á otros navios sinon á aquellos que han velas et rimos...
LEY VII.
Quales fon mejores navios para guerrear, é de como deyen fer aparejados.
Navíos para andar fobre mar fon de muchas guifas. E por ende pufieron á ca
da uno de aquellos fu nome, fegund la facion en que es fecho. Ca los mayores que van á viento llaman Naves. E deftas ay de dos masteles, e de uno, é otras menores que son desta manera, é dicenles nomes, porque fean conocidas, assi como Carraca, Nao, Galea, Fusta, Balener, Leño, Pinaça, Caravela, é otros barcos.
- Vegeu Caravel·la.

## Catalunya

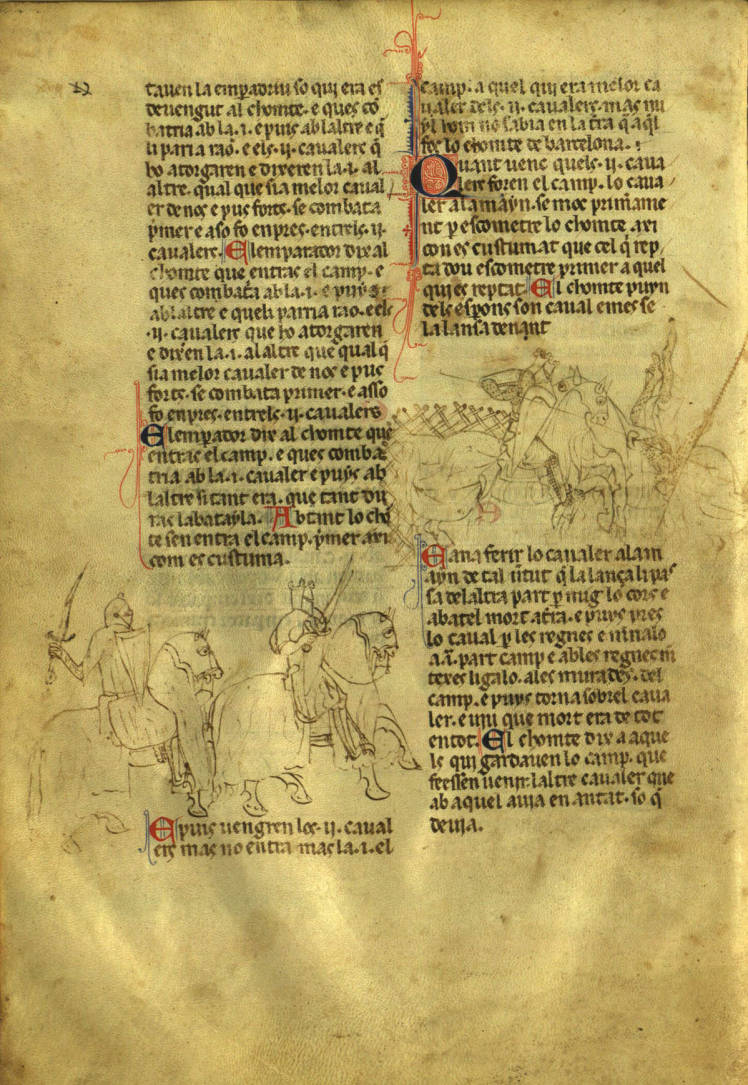
Manuscrit 486 de la Biblioteca de Catalunya. Crònica de Bernat Desclot.

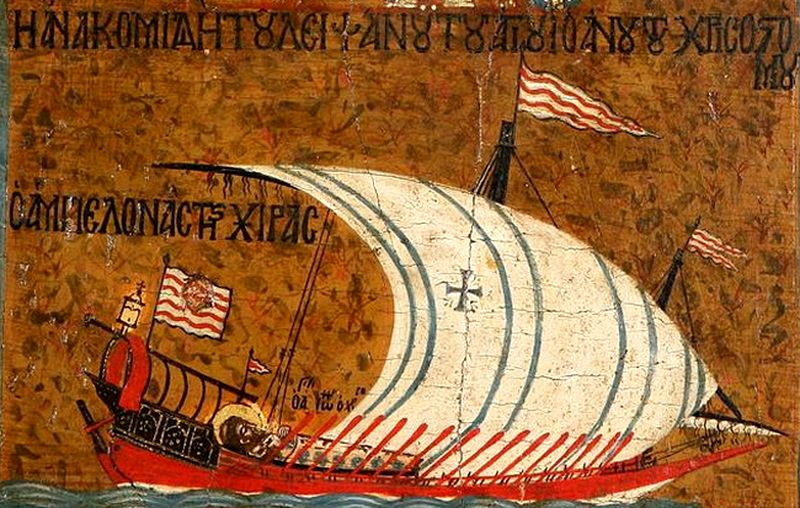
Galiota catalana en un fresc d'estil romà d'Orient no identificat. Probablement del.

### Documents
- 1229. Conquesta de Mallorca. La Crònica de Bernat Desclot esmenta el bescuit de l'estol que va salpar de Salou per a reconquerir Mallorca.[30][31]

| «                                           | CAPITOL XXXIV. Com lo rey En Jaume de Arago se recolli ab tota sa ost per passar a Mallorques. Quant vench lo pastor, tots los lenys e les tarides foren fetes e aparellades de varar, e lo bescuyt fo fet, e totes les altres coses aparellades, vararen los lenys, e carregaren, per tota la ribera, de tot ço que mester los fo, e puix anaren s'en al port de Taragona que ha nom Salou, e aqui tots los navilis se ajustaren. | » |
| — Crònica de Bernat Desclot. Capítol XXXIV. | |   |

- NOTA: En la cita anterior el "Pastor" era el segon diumenge passat Pasqua.

- 1303. Roger de Flor  va donar queviures als catalans i aragonesos que l'acompanyessin a Grècia.[32]

| «                                         | E lo senyor rey acorrech a tot hom de ço que poch de moneda, e dona per persona axi a hom, com a dona, com a infant qui ab lo magaduch sen anas, qui fos Cathala o Aragones, un quintar de bescuyt e X peses de formatge, e entre IV un baco de carn salada, e alls e cebes. | » |
| — Crònica de Ramon Muntaner. Capítol CC . | |   |

- 1342. Segons un document del rei Pere el Cerimoniós per a armar trenta galeres contra el rei de Mallorca, els clavaris havien de rebre “bescuit blanc” segons la ració acostumada: “…lo qual salari dels dits Clavaris sia, ó és, de quatre mesos a cascun L livres, é per tot açò que haien bescuyt blanch segons és acostumat…”[33]
  - NOTA: El document és interessant, ja que esmenta el “bescuit blanc”, destinat als oficials. Els mariners i la xurma menjaven bescuit ordinari, de color bru.

- 1351. Carta del rei Pere el Cerimoniós. Signada per Bernat de Cabrera (a Barcelona) i adreçada a Pere de Bosch (a València). Parla del proveïment de bescuit per a un estol català que, amb l'ajut dels aliats venecians, ha d'anar contra un estol genovès.[34]

- 1354. En les “Ordinacions sobre lo fet de la mar”, fetes per Bernat II de Cabrera es fixa la ració de bescuit per a tots els tripulants embarcats en les galeres catalanes: 2 lliures diàries, igual a 800 grams.[35]

| «                                                        | PROVISIÓ DEL BESCUYT. Primerament es ordonat : que per la Cort sien dades a cascuna persona que vaie en les Galées del Senyor Rey 24 onces de pa cascun dia, que son dos lliures. Axi que ha mester una Galéa á 4 mesos, en que van comunament 225 persones tengudes de Galea, á rahó de 4 quintars é 50 lliures lo dia, que serien lo mes 135 quintars, qui fan á 4 mesos 540 quintars. | » |
| — Ordinacions sobre lo fet de la mar. Bernat de Cabrera. | |   |

- 1431. En una carta, escrita a Barcelona i adreçada a Don Antoni Cubello, marquès d'Oristany i comte de Gociano, el rei Alfons el Magnànim li demana 2.000 quintars de bescuit, a recollir dels vassals de Cubello i que promet pagar en el futur.[36]

- 1463. En la relació de queviures del castell d'Hostalric hi havia 126 sacs de bescuit, de 2 quintars cadascun.[37]

| « | Les monicions e artellaries qui eren en lo castell de Hostalrich com En Garau Tallada lo liura En Johan Andreu son aquestes quis seguexen: Primo CXXVI sachs de bescuyt quascu de pes de II quintars e. .. Item VI sachs de farina de II quarteres e mige quade sach. Item un …….. ple de bescuyt en lo qual havie V o VI quintars de bescuyt. | » |
| — Colección de documentos inéditos del Archivo General de la Corona de Aragón. Volums 22-24. Manuel de Bofarull i Sartorio. | |   |

## Imperi Espanyol
- 1588. En el proveïment de l'anomenada Armada Invencible hi constaven 167.500 quintars de bescuit.[38][39]

| «                                             | Dell' apparato di guerra per quest’ anno 1558. VITTOVAGLIE. L 'Andalucía ha contribuito dodici mila Quintali di biscotto. Malaga e suo contado vint i sette mila,& cinquecento Quintali. Cartagena & Murcia cinque mila quintali. Sicilia cinquanta mila Quintali. Burgos & campo cinquantasei mila Quintali. Napoli e l'Isole quindici mila Quintali. Possone essere in tutto cento sessanta sette mila & cinque cento Quintali. | » |
| — Tesoro politico. Volum 1. Pàgina 216. 1598. | |   |

### Fabricació del bescuit a Espanya
A partir del segle xviii hi ha algunes obres que tracten de la fabricació del bescuit per a usos militars a Espanya. Cada tractat especifica alguns detalls que, en general, són gairebé coincidents.
- Un exemple del procés resumit es pot llegir en la cita següent:

| «                                                              | El bizcocho se compone puramente de trigo, al que se quita todo el salvado y moyuelo, de suerte, que a un saco de 200 libras, solo se sacan 160 de harina. A estas 160 se añaden 40 de agua, y la mezcla produce 200 de masa, de que se forman 133 raciones y media de 14 onzas cada una ; y que después de cocidas no deben pesar mas que 18 onzas, porque las 40 libras de agua se evaporan ; lo mismo que por la doble cochura, la humedad natural de la harina, estimada de 9 a 10 libras ; asi solo quedan cerca de 150 libras de bizcocho. En siguiendo esta práctica, el bizcocho puede conservarse un año en un lugar seco, cerrado en caxas ó toneles, sin que se corrompa. | » |
| — Encyclopedia metódica. Arte militar. Bizcocho. Madrid. 1792. | |   |

#### Farina
La farina era de blat. A vegades sense segó i en altres amb un 26% de segó.

#### Aigua
La quantitat d'aigua era reduïda. Tot just per a humitejar la farina i poder-la pastar.
Una document indica una proporció en pes de 160 de farina/40 d'aigua. A l'hora de pastar l'aigua havia de ser tèbia.

#### Llevat
El llevat era l'habitual per a pa normal, però no pas recent sinó més aviat vell.

#### Sal
El bescuit espanyol acostumava a contenir una mica de sal.

#### Operació de pastar
Donada la petita proporció d'aigua afegida a la farina, la massa era molt difícil de pastar. En èpoques d'energia manual, es començava a pastar amb les mans i s'acabava amb els peus del bescuiter, que pastava dret dins de la pastera, agafat a una corda situada en la seva vertical i aprofitant tot el pes del cos.
- En èpoques posteriors, en el segle xix, hi havia sistemes mecànics (mecanismes de palanques) que ajudaven a pastar, sempre amb energia humana.
- Amb l'arribada del vapor i havia diverses màquines mogudes per aqueixa energia que ajudaven a fer bescuit: màquines de pastar, corrons de funyir, corrons de conformació, màquines de tall...

#### Tallat a peces
Un cop la massa estava ben pastada, es tallava a peces petites. Cada peça es funyia i hom la hi donava forma. Sovint aplanant-la amb un corró de fusta.

#### Fermentació
Un cop les peces ja conformades es deixaven reposar el temps que requeria el procés emprat. Generalment es tractava d'un temps molt curt per a impedir una fermentació completa que fes pujar (inflar-se) la massa.

#### Posada en forn
Abans de posar-les al forn les peces eren punxades amb una eina especial. Els forats permetien la sortida de gasos i impedien que les peces de galeta pugessin massa.
La temperatura del forn era més baixa que per a un pa normal, però més alta que per al pa de munició de les tropes de terra.
- El temps de forn era de l'ordre de 2 hores. Aproximadament el doble que per al pa ordinari. El bescuit només s'enfornava un cop: el bescuit només rebia una cuita però era una cuita de doble durada.

#### Assecat de les peces de bescuit
Les peces de bescuit tretes del forn es deixaven assecar en cambres especialment construïdes prop del forn.

#### Emmagatzematge
En funció de criteris particulars de cada fabricant i cada època i, depenent de l'ús final i la urgència de la comanda, les peces de bescuit acabades es guardaven en caixes en un lloc sec i airejat.

### Conclusions del bescuit espanyol
Segons el llibre de medicina de referència el bescuit espanyol era millor que altres bescuits europeus.
| «                                                                                     | 146. De estas observaciones generales, relativas al panadeo, se deducen las reglas para la formacion de la galleta, quales son que la harina tenga alguna mezcla de afrecho ó salvado, y que la pasta no fermente mucho, y se le mezcle poca levadura para no excitar mas que una fermentacion ligera. De este modo se forma un bizcocho, ni compacto, ni duro, ni expuesto á agriarse con facilidad; pero tampoco demasiado poroso, cuya estructura lo dispone mucho á recibir la humedad, y por consiguiente á enmohecerse, y dar entrada á los insectos, que lo devoran y acaban de alterarlo. 147. Por tanto, en la marina española, observándose en la formacion de la galleta las atenciones expresadas, se consume un pan, que léjos de exigir alguna reforma, debe mirarse como preferente al que emplean las demas naciones marítimas; pues en él se emplea la harina mas pura que la que usan los holandeses, dexándole no obstante suficiente cantidad de salvado, y agregándole un poco de levadura, de que no usan los ingleses; formando de esta suerte un bizcocho mucho mas sabroso y fácil de digerir que el de los primeros, y sin aquella tenacidad correosa que se nota en el de los segundos: sin que por esto se conserve mé nos, ni quede mas expuesto á alterarse; porque su grueso, que no pasa de media pulgada, facilita que el calor del horno lo penetre de modo que disipándole toda la humedad, favorece su duracion y salubridad. | » |
| — Tratado de las enfermedades de la gente de mar. Pedro María González. Madrid. 1805. | |   |